# Yssouf Koné
Yssouf Koné (n. 19 februarie 1982, Korhogo, Coasta de Fildeș) este un fotbalist ivorian retras din activitate, care a jucat pe post de atacant la echipe ca Raja, Rosenborg și CFR Cluj. Pe plan internațional, are prezențe la națională pentru Burkina Faso.
Între 2008 și 2010 a evoluat în Liga I, pentru CFR Cluj.

## Carieră
Până în data de 26 iunie 2008, a jucat 41 de meciuri în campionatul norvegian pentru Rosenborg BK marcând 15 goluri.
În vara anului 2008 a fost transferat la CFR Cluj după ce a evoluat în Cupa UEFA Intertoto cu echipa norvegiană.
A debutat pentru CFR Cluj în Liga I pe 24 august 2008 într-un meci pierdut împotriva echipei FC Vaslui.

## Performanțe internaționale
A jucat pentru echipele CFR Cluj și Rosenborg BK în grupele UEFA Champions League, contabilizând 12 meciuri și reușind să marcheze 4 goluri în această competiție.
A înscris două goluri în meciul pe care Burkina Faso l-a disputat împotriva Tunisiei în grupele de calificare ale Campionatului Mondial de Fotbal 2010, conducându-și echipa spre o surprinzătoare victorie.
De asemenea, a marcat pentru CFR Cluj împotriva lui Chelsea, la Londra, în grupele Ligii Campionilor sezonul 2008/09, meci încheiat cu scorul de 2-1 pentru echipa londoneză, precum și împotriva celor de la AS Roma, meci câștigat de italieni, ei răzbunându-se astfel pentru meciul tur pierdut la Roma, scor 1-2.

## Titluri
| Sezon   | Club          | Titlu              |
| ------- | ------------- | ------------------ |
| 2006    | Rosenborg BK  | Tippeligaen        |
| 2008-09 | CFR 1907 Cluj | Cupa României      |
| 2009    | CFR 1907 Cluj | Supercupa României |
| 2009-10 | CFR 1907 Cluj | Liga I             |